# 若林舞衣子
若林 舞衣子（わかばやし まいこ、1988年6月9日 - ）は、新潟県加茂市出身の女子プロゴルファー。ヨネックス所属。身長165cm。開志学園高等学校卒業。

## 来歴
- 1999年頃 - 11歳でゴルフを始める。
- 2003年 - 世界ジュニアゴルフ選手権（女子12-14歳の部）優勝。
- 2005年 - 世界ジュニアゴルフ選手権（女子15-17歳の部）優勝。
- 2006年 - 日本女子オープンゴルフ選手権6位入賞。
- 2007年 - 女子ゴルフプロテストに合格し、プロに転向。同年、ヨネックス、ブリヂストンスポーツと専属契約を結ぶ。
- 2008年 - SANKYOレディースオープンでツアー初優勝。
- 2012年 - 西陣レディスクラシックでツアー2勝目。
- 2016年3月20日 - 自身の公式ブログで一般人男性との入籍を発表。
- 2017年3月26日 - アクサレディスゴルフトーナメント in MIYAZAKIでツアー3勝目。
- 2018年11月18日 - 日本女子プロゴルフ協会より第1子妊娠による産前産後休業取得が承認される。なお、産前産後休業から復帰した場合には2018年シーズンの賞金シードがそのまま適用される[1]。
- 2019年4月2日 - 第1子（長男）を出産した[2]。
- 2020年シーズンは産休復帰届を提出し受理されたことにより、シード選手として戦う[3]。
- 2021年7月18日 - GMOインターネット・レディース サマンサタバサグローバルカップにてママさんプロとして4年ぶりのツアー4勝目を挙げる[4]。

## 主な成績

### ツアー優勝

#### JLPGAツアー (4)
| No. | Date           | Tournament                                                   | スコア             | 2位との差  | 2位（タイ） |
| --- | -------------- | ------------------------------------------------------------ | ------------------ | ---------- | ----------- |
| 1   | 2008年10月12日 | SANKYOレディースオープン                                     | −8（70-70-68=208） | 3打差      | 李知姫      |
| 2   | 2012年4月15日  | 西陣レディスクラシック                                       | −7（70-70-69=209） | 2打差      | 茂木宏美    |
| 3   | 2017年3月26日  | アクサレディスゴルフトーナメント in MIYAZAKI                 | −9（68-73-66=207） | 1打差      | 森田遥      |
| 4   | 2021年7月18日  | GMOインターネット・レディース サマンサタバサグローバルカップ | −15 (63-69-69=201) | プレーオフ | 野澤真央    |

### 連続ノーボギー
- 2021年7月、連続85ホールノーボギーのツアー記録を達成。従来の記録は申ジエの81ホール[4]。

### 出産後の優勝
- 2021年のGMOサマンサタバサで出産後初優勝。出産歴のある選手のJLPGAツアー優勝は森口祐子、樋口久子、木村敏美、山岡明美、塩谷育代に次ぎ6人目[4]。

## テレビ出演
- 熱闘!ゴルフ向上委員会